# Mnesarete drepane
Mnesarete drepane är en trollsländeart som beskrevs av Rosser W. Garrison 2006. Mnesarete drepane ingår i släktet Mnesarete och familjen jungfrusländor. Inga underarter finns listade i Catalogue of Life.